# Сергиева Приморская пустынь
Свя́то-Тро́ицкая Се́ргиева Примо́рская пу́стынь (Троице-Сергиева пустынь) — мужской монастырь (пустынь) Санкт-Петербургской епархии, расположенный на территории посёлка Стрельна, ныне в черте города Санкт-Петербурга. Основан в 1735 году; до 1918 года имел статус первоклассной обители; В 1819—1834 годах находился в ведении петербургских викариев — епископов Ревельских. Примыкающий к пустыни посёлок Сергиево с одноимённой железнодорожной станцией в 1918 году был переименован в посёлок Володарский (ныне исторический район Сергиево); в 2010 году железнодорожной станции возвращено её первоначальное название.

## История
В 1732 году императрица Анна Иоанновна передала земли в 19 верстах от Петербурга на берегу Финского залива своему духовнику, настоятелю Троице-Сергиевой лавры архимандриту Варлааму (Василию Высоцкому). Ранее на этих землях была мыза («Приморская дача») старшей сестры Анны Иоанновны, дочери царицы Прасковьи Фёдоровны — Екатерины Иоанновны, впоследствии герцогини Мекленбург-Шверинской. После вступления её в 1716 году в брак, дача отошла в заведование придворному ведомству, в ней никто не жил и она разрушалась. В 1734 году Варлааму была передана деревянная церковь Успения Богородицы, находившаяся при загородном доме царицы Прасковьи Фёдоровны, на Фонтанке, около Лештукова переулка. Варлаам перенёс её из Петербурга в обитель на подаренный участок земли и 12 мая 1735 года она была переосвящена в имя преподобного Сергия Радонежского, что положило начало монашеской обители. Были построены деревянные стены и кельи, а также каменный флигель для настоятеля. Анна Иоанновна впервые посетила обитель 5 июля того же года.
Первоначально особого штата в монастыре не было; к 30 января 1738 года здесь было уже «тринадцать человек братии». Церковь были приписана к Сергиевой лавре и для управления пустынью присылались «строители», которых до 1764 года было тринадцать: первым был иеродиакон Алексий Логинов, последним — иеромонах Варсонофий Корельский. В 1764 году обитель стала второклассным монастырём и стала управляться архимандритами, первым стал Варлаам (Синьковский) — «из ректоров Троицко-Лаврской семинарии».
По проекту П. А. Трезини кельи в 1756—1760 годах были выстроены из кирпича, а к 1764 году на углах стен появились башни. В том же году монастырь, где жило около 20 монахов, отделился от Троице-Сергиевой лавры и стал управляться собственным архимандритом.
В день дворцового переворота 28 июня (9 июля)  1762 года, Екатерина II ожидала в Троице-Сергиевой пустыни, в покоях архимандрита Лаврентия (Хоцятовского), письменного отречения Петра III. В память об этом событии Лаврентий заказал гравюру с изображением монастыря и памятной надписью, включающей стихи и отрывок из Апостола (Римлянам, 16, 1-2) .
Около 1773 года в пустынь поступил послушником в возрасте 16 лет будущий преподобный Герман Аляскинский и пробыл здесь пять лет, после чего ушёл на Валаам.

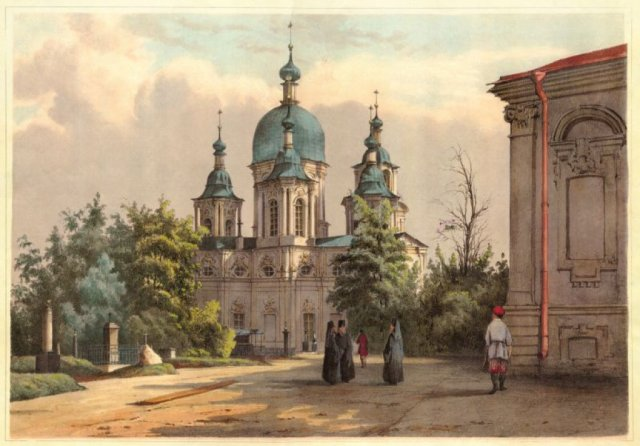
Монастырь в начале 1840-х гг.

Расцвет пустыни относится к 1834 году, когда её наместником был назначен архимандрит Игнатий (Брянчанинов). Уже через год он объединил братские корпуса галереей, в которой устроил трапезную, привёл в порядок хозяйство и отремонтировал храмы. Монастырским хором при нём руководил известный духовный композитор протоиерей П. И. Турчанинов, который в 1836—1841 годах был священником в соседней Стрельне.
Дело архимандрита Игнатия продолжал в 1857—1897 годах архимандрит Игнатий (Малышев). Большой известностью пользовался в то время в столице духовник братии иеромонах Герасим, выпускник столичного университета, скончавшийся в 1897 году.
Ф. А. Верховцевым выполнена риза для иконы Сергея Радонежского с частицами мощей преподобного и великомученицы Варвары для собора Пресвятой Троицы.
С 1915 до конца 1918 года настоятелем был архимандрит Сергий (Дружинин) (впоследствии епископ); с начала 1919 года до своей кончины в январе 1930 года — игумен Иоасаф (Меркулов); последний настоятель до закрытия — архимандрит Игнатий (Егоров).
Перед революцией в обители, обладавшей капиталом в 350 тыс. руб., было семь храмов и жило около 100 человек братии, из которых по давней традиции выбирались судовые священники для русского военного флота.
В 1919 году пустынь была закрыта, насельники отправлены в ссылку, монастырское кладбище начало уничтожаться. Часть братии осталась жить среди воспитанников основанной в зданиях монастыря детской трудовой колонии — коммуны «Труд»; в школе при колонии в 1925 г. обучалось 265 детей.
В 1930-е годы в монастырских зданиях разместили Объединённые курсы (школу) усовершенствования командного состава военизированной охраны промышленных предприятий и государственных сооружений ВСНХ СССР им. Куйбышева. После передачи военизированной охраны в ведение ОГПУ, на базе курсов в 1932 году была организована Школа военизированной пожарной охраны № 1 (Школа НКВД им. Куйбышева), готовившая воентехников для охраны объектов стратегического назначения.
Свято-Троице-Сергиева пустынь серьёзно пострадала в 1930-х годах, а также была затронута разрушениями в период Великой Отечественной войны.
В 1960-е годы в здания монастыря въехала Ленинградская специальная средняя школа милиции МВД СССР.
Наибольшие потери монастырские храмы и кладбище понесли в 1960-е годы.
Пустынь была вновь открыта в 1993 году, когда был принят приказ о её поэтапном возвращении церкви.

## Кладбище
См. также: Категория:Похороненные в Сергиевой Приморской пустыни
На кладбище ещё с екатерининских времён, «подобно кладбищам Александро-Невской лавры, Донского и Симонова монастырей в Москве», хоронили умерших из знатных родовитых семей: Апраксиных, Дурасовых, Мятлевых, Строгановых; здесь упокоились также Ольденбургские, Потёмкины, Шереметевы, Зубовы, Энгельгардты, Нарышкины, Опочинины, Голенищевы-Кутузовы, Разумовские, Фредериксы, Стенбок-Ферморы и члены других известнейших в русской истории фамилий. На кладбище хоронили министров, сенаторов, членов Государственного совета, высших сановников, среди них были:
- государственный деятель князь П. А. Зубов
- дипломат, канцлер, лицейский товарищ Пушкина — князь А. М. Горчаков
- генерал П. А. Чичерин,
- Финляндский генерал-губернатор и командующий войсками Финляндского военного округа, член Государственного совета Н. И. Бобриков,
- а также потомки великого русского полководца А. В. Суворова.

В период с 24 мая по 11 июня 1813 после кончины М. И. Кутузова его прах покоился в Троицком соборе обители для всенародного прощания, на то время, пока в Казанском соборе готовили его усыпальницу.
В XIX веке здесь были похоронены строители храмов пустыни — архитекторы А. М. Горностаев (в настоящее время могила восстановлена, над ней поставлен крест) и А. И. Штакеншнейдер; поэт И. П. Мятлев, артист и оперный певец В. М. Самойлов.
Массированное уничтожение кладбища началось в 1930-е годы, после того, как в монастырские здания въехала Школа переподготовки начсостава военизированной охраны промышленности ВСНХ СССР им. Куйбышева; кладбище сровняли с землей, но уничтожить его окончательно помешала начавшаяся война.

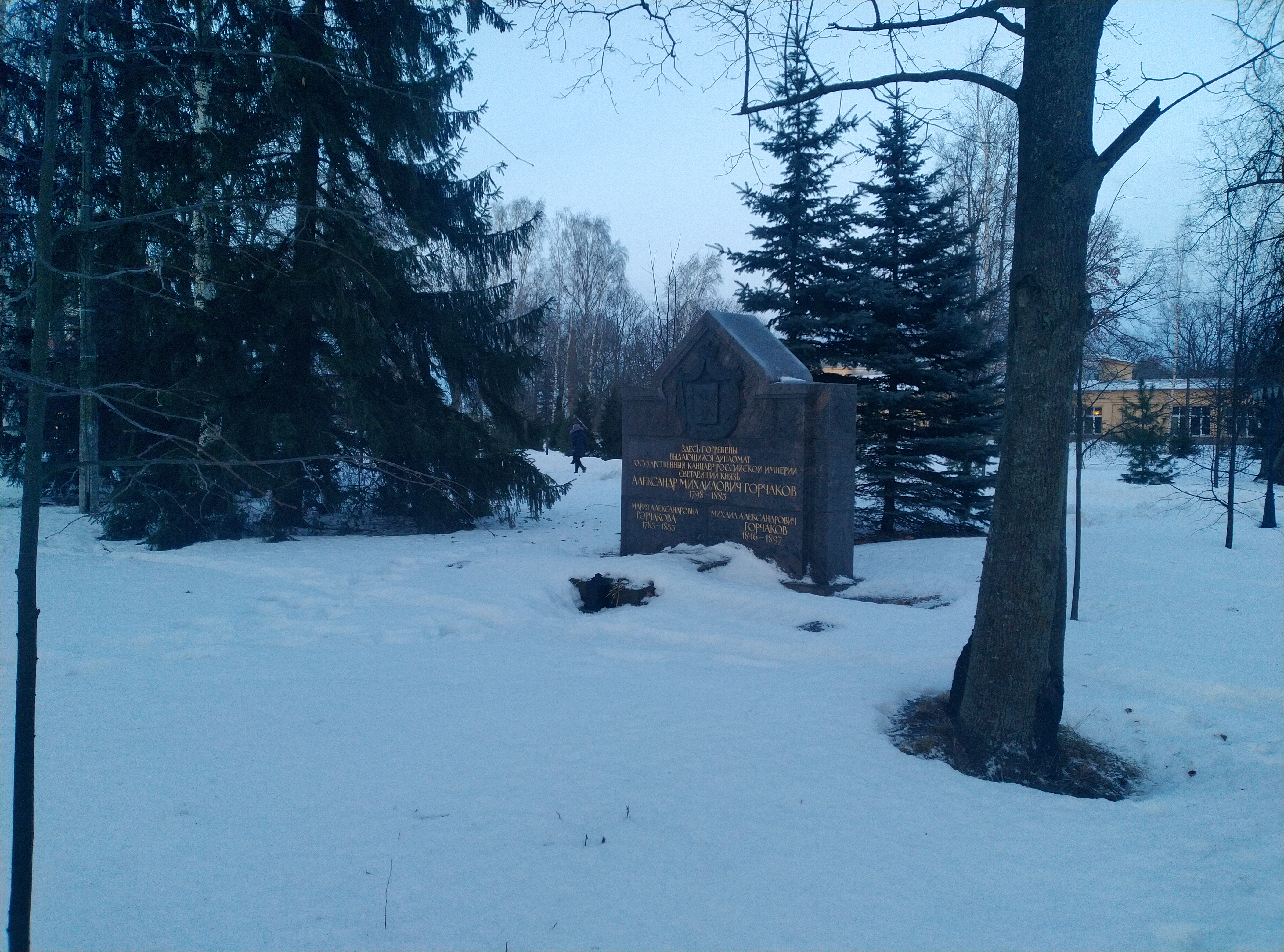
Кладбище, могила канцлера А. М. Горчакова

В 1930 г. главный хранитель музеев-некрополей в Александро-Невской лавре Н. В. Успенский
составил список двадцати пяти надгробных памятников, находящихся в пустыни и «подлежащих непременному сохранению». Из родовой усыпальницы Зубовых в фонды Русского музея передали бронзовые и мраморные бюсты работы С. П. Кампиони, С. С. Пименова, П. А. Ставассера. В Некрополь XVIII в. перенесли надгробия А. А. и С. А. Баташевых. В 1931 г. прах В. М. Самойлова и его дочерей Веры и Надежды перенесли в Некрополь мастеров искусств.
К 1993 году, когда в монастыре вновь появились насельники, кладбища уже не существовало, на его месте находился плац, покрытый асфальтом.
В 1995—2000 годы восстановлены надгробия над некоторыми захоронениями: канцлера А. М. Горчакова, архитектора А. И. Штакеншнейдера, принцев П. Г. Ольденбургского и К. П. Ольденбургского, генерала П. А. Чичерина и его супруги, А. А. Куракиной.

## Троицкий собор

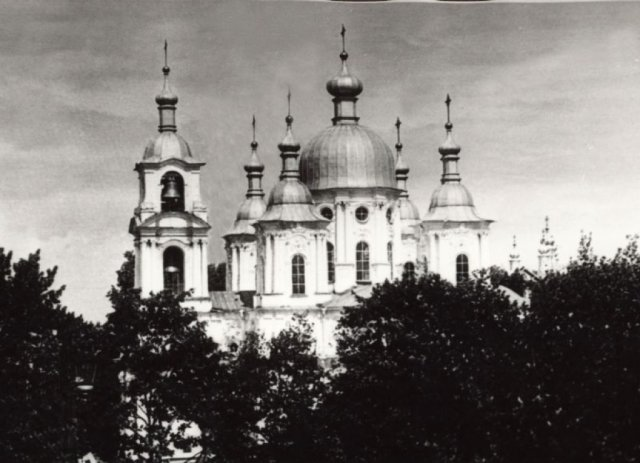
Свято-Троицкий собор

Троицкий собор был заложен в 1756 году. Строительство храма велось по проекту Пьетро Антонио Трезини и под руководством Бартоломео Франческо Растрелли и закончилось в 1760 году. На освящении собора в августе 1763 года присутствовала императрица Екатерина Вторая, посещавшая пустынь и ранее.
Пятиглавый собор возвышался в центре архитектурного ансамбля монастыря над остальными постройками. Купола его были широко расставлены. Стены расчленены пилястрами, особую нарядность придавали лепные украшения. Внутренняя отделка храма отличалась пышностью и богатством. На горнем месте до 1917 года стоял образ Пресвятой Троицы, написанный в 1840 году академиком живописи Карлом Брюлловым.
Главными святынями храма была чудотворная икона Сергия Радонежского и два креста с частицами мощей преподобного Сергия и великомученицы Варвары.
Приделы храма были освящены — правый во имя святых апостолов Петра и Павла; левый во имя святых Захарии и Елизаветы. Этот последний придел был позднее закрыт, и затем вновь освящён во имя Усекновения главы святого Иоанна Предтечи. Перестройкой придела руководил архитектор Авраам Мельников.
Над могилой основателя монастыря архимандрита Варлаама (Высоцкого), неподалёку от алтаря Троицкого собора, стояла часовня. В 1864 году она была перестроена Алексем Горностаевым, и в 1873 году в ней погребли духовного композитора схимонаха Михаила (Чихачёва) и схимонаха Макария (Макарова). В часовне находилась Тихвинская икона Божией матери.
Службы в соборе продолжались вплоть до 1931 года. Собор был взорван в 1960 году (по другим данным, в ноябре 1963 года, когда на территории монастыря находилась детская воспитательная колония) во время хрущёвской антирелигиозной кампании.

## Церковь Святого Мученика Валериана
Церковь Святого Мученика Валериана имеет следующую историю. В 1804 г. от ран, полученных в персидском походе, скончался покоритель Дербента, граф Валериан Александрович Зубов, завещавший выстроить над своей могилой церковь с инвалидным домом для «увечных воинов». Выполнить волю покойного взялись его братья Платон и Николай Зубовы, впоследствии оба захороненные в этой церкви. Всё время своего существования храм и богадельня содержались на средства Зубовых. 16 сентября 1805 года в западной части монастыря, рядом с оградой, над могилой Зубова по проекту Л. Руска была заложена церковь во имя св. мученика Валериана с богадельней. В 1805—1809 гг., в западной части Сергиевой пустыни, было построено двухэтажное ампирное здание с портиком, проект которого выполнил Л. Руска. Церковь святого Валериана, выстроенная в виде овальной ротонды, находилась в центральной части строения; иконостас в этом храме (одноярусный) был также размещён полукругом. Храм был освящён 21 июня 1809 архимандритом Порфирием (Кирилловым) в 1808—1809 гг. бывшего настоятелем пустыни, в годовщину смерти графа В. А. Зубова. Первые инвалиды — насельники Зубовской богадельни появились в 1814 году.
В крипте церкви святого Валериана находилась семейная усыпальница графов Зубовых, где к началу XX в. насчитывалось двадцать семь захоронений, многие из которых были украшены мраморными и бронзовыми бюстами. В крипте церкви были похоронены братья Николай, Дмитрий и Платон Зубовы, их дети и внуки, а также дочь и внук А. В. Суворова — Наталья Александровна Суворова-Зубова и Александр Аркадьевич Суворов. Над входом в усыпальницу была помещена доска из чёрного мрамора, на которой вызолоченными буквами написано: «Храм вечного упокоения роду светлейшего князя и графов Зубовых сооружен 1809 г.». В 1865—1866 акад. Н. А. Лавров написал четыре новых образа для иконостаса церкви Св. Валериана.
Церковь, как и все остальные храмы пустыни, был закрыта в 1919 г. В здании храма разместились мастерские трудовой колонии. В 1923 году были уничтожены все захоронения Зубовых. Здание сохранилось, но вследствие перестроек 1935 г. его вид искажён: оно надстроено (в центре на один этаж, по краям на два), изменены некоторые детали отделки.

## Церковь Покрова пресвятой Богородицы
Покровский храм был основан в 1844 г., по заказу князя Михаила Викторовича Кочубея. Храм возводился над могилой его внезапно умершей молодой жены, княгини Марии Ивановны Кочубей (05.12.1818—20.01.1843). Проект, начатый архитектором Р. И. Кузьминым, в 1859—1863 гг. был переделан архитектором Гаральдом Боссе. Покровский храм был освящён архимандритом Игнатием в 1863 году.
Церковь была взорвана в 1964 году.

## Церковь Воскресения Христова

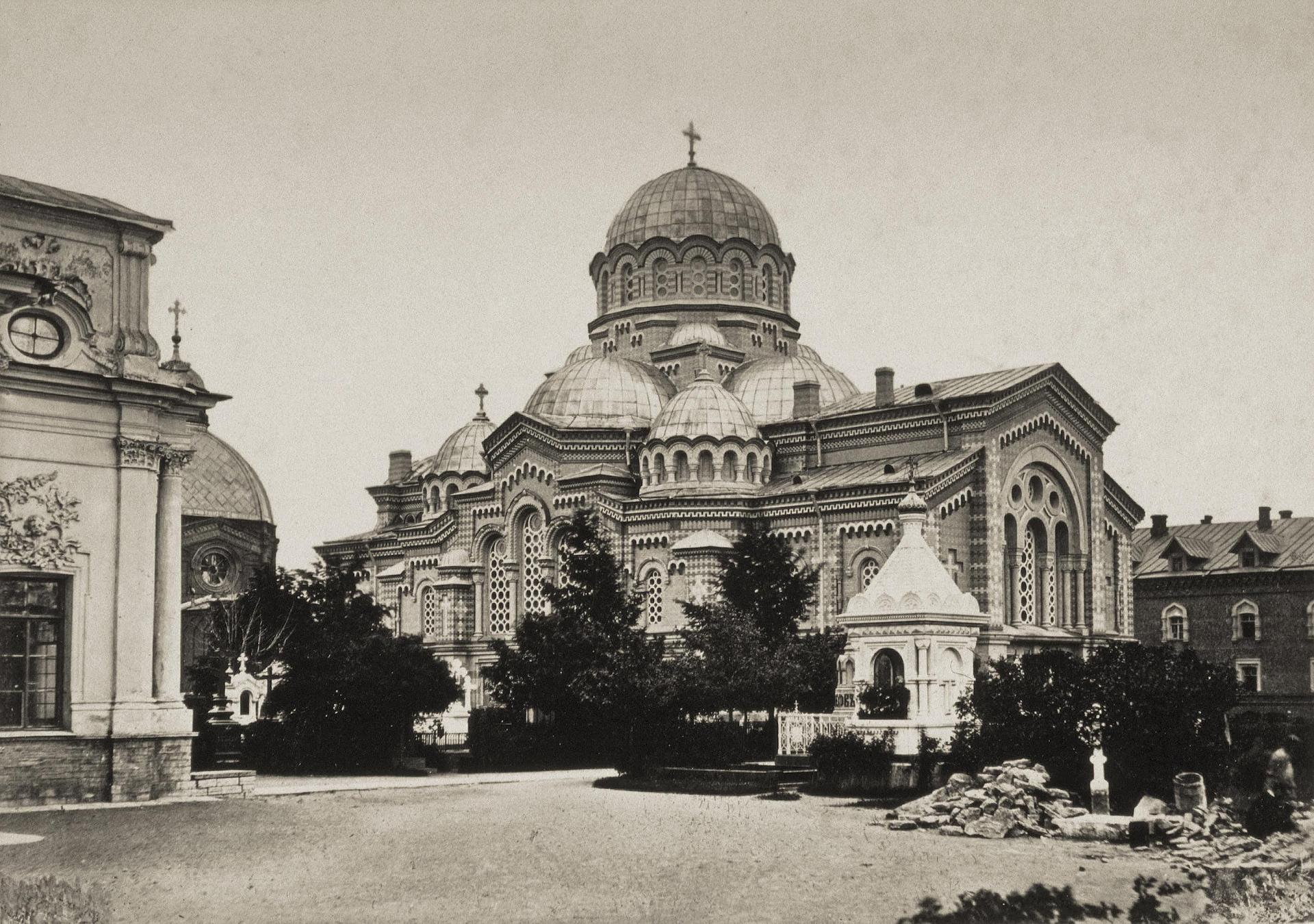
Воскресенская церковь. 1870е. Фото В. Краснокутского

Церковь Воскресения Христова была заложена в 1877 г. и освящена в июле 1884 г. петербургским митрополитом Исидором. Проект храма в византийском стиле, вмещающего две с половиной тысячи человек, принадлежал А. А. Парланду. Храмовые фасады из разноцветного кирпича были украшены барельефами, изображающими русских святых (скульптор Р. Р. Бах), в окнах храма стояли витражи. По модели скульптора А. М. Опекушина были сделаны два посеребренные Ангела Воскресения, поддерживающие золоченые царские врата. Образа царских врат были написаны па перламутре. Перед низким иконостасом с иконами на золотом фоне стояли два великолепных многосвечника, исполненных из лазурита и золоченой бронзы на фабрике Шопена. В храме было освящено три придела.
В 1877 году архимандрит Игнатий освятил нижний придел Архистратига Михаила, в память погребенного в нём вице-адмирала М. П. Голицына. Нижняя церковь называлась, вследствие этого захоронения, «Голицынской», и именно в ней находились все почетные захоронения: герцог Н. М. Лейхтенбергский и его супруга графиня Надежда Сергеевна Богарне (урожд. Анненкова), министр народного просвещения А. С. Норов, генерал, сенатор Ф. Я. Миркович, генерал-адъютант А. А. Кавелин.
Здесь же был погребён и сам скончавшийся 16 мая 1897 г. архимандрит Игнатий, в течение сорока лет возглавлявший пустынь. В настоящее время его останки покоятся в храме преподобного Сергия, куда они, по инициативе иеромонаха Игнатия (Бузина), были перенесены в 1997 году, в год столетия со дня преставления архимандрита.
Церковь была снесена в 1968 году.

## Церковь Григория Богослова

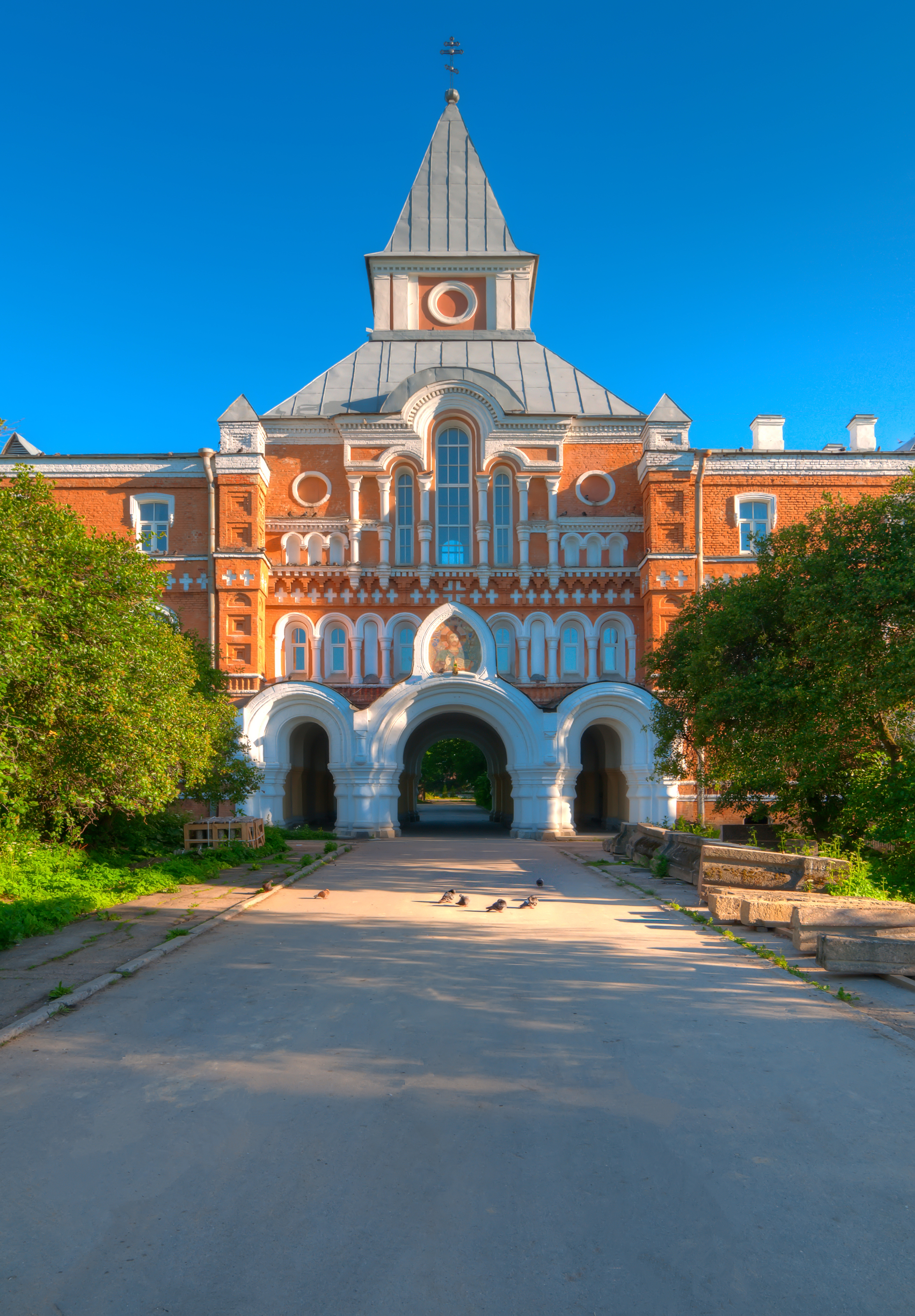
Надвратная церковь.

Храм Григория Богослова тоже был выстроен, как усыпальница, в 1855—1857 гг, в русско-византийском стиле, по проекту А. И. Штакеншнейдера. Храм строился над могилой генерал-лейтенанта Григория Григорьевича Кушелёва (младшего), на пожертвования его вдовы, Е. Д. Кушелёвой (урожд. Васильчиковой), владелицы имения в Лигово.

## Церковь во имя преподобного Сергия
В первоначальной деревянной церкви службы шли до 1758 года. В 1758 году эту церковь заменили новой, которая была размещена на первом этаже в северном флигеле. Иконостас и утварь были перенесены из прежней постройки. Иконы написал М. Довгалев. После новой отделки это помещение 18 июня 1822 года освятил епископ Ревельский Григорий, а 26 апреля 1852 года в подвале, в усыпальнице князей Чернышёвых, был освящён «пещерный» придел во имя Спаса Происхождения Честных Древ.
Опираясь на денежную помощь княгини 3. И. Юсуповой, архитектор А. М. Горностаев в 1854 году приступил к полной перестройке храма в византийском стиле. Он сделал его пятиглавым и двухэтажным, внизу разместив приделы — Христа Спасителя с усыпальницей Апраксиных (освящён 4 июля 1857 года) и мц. Зинаиды (освящён 28 апреля[1861 года) с могилами князей Юсуповых, где стоял иконостас из розового кипариса. Освящение главного придела произвёл 20 сентября 1859 года митрополит Григорий в присутствии великих князей Константина Николаевича и Николая Константиновича.

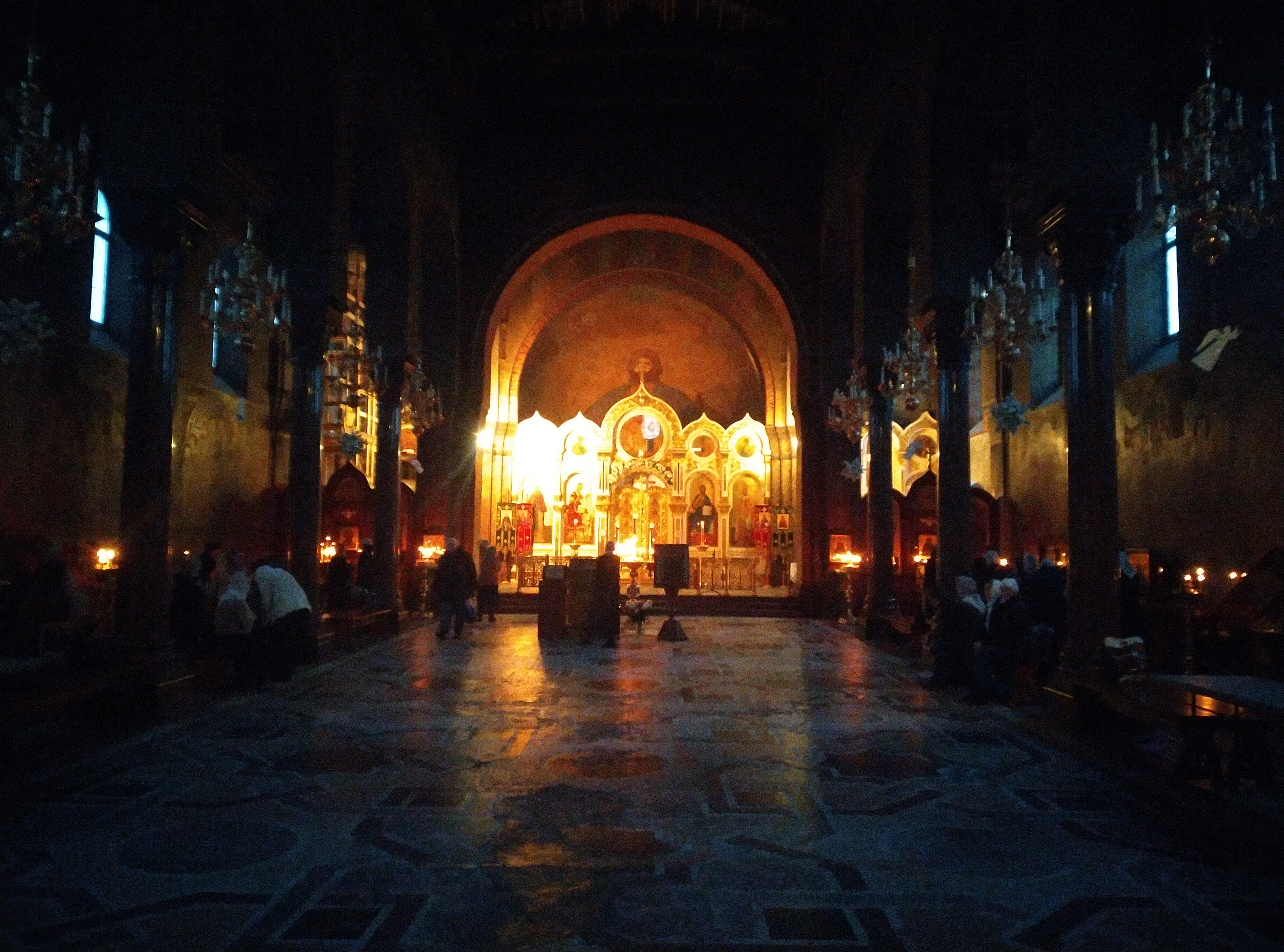
Внутренний вид церкви св. Сергия Радонежского

Вмещавший 2000 человек храм освещался двумя рядами романских окон с витражами. Внутреннее его пространство делилось на нефы восемью колоннами из полированного тёмно-красного гранита, которые поддерживали хоры. Потолок, как в ранне-византийских базиликах, был перекрыт деревянными балками. Меж арок Р. Ф. Виноградов (по эскизам М. Н. Васильева) написал на золотом фоне византийский орнамент.
Иконостас был сделан по рисунку А. М. Горностаева, с колоннами из порфира и деталями из каррарского мрамора, малахита, лазурита и полудрагоценных камней. Образа в царских вратах из золочёной бронзы исполнили акад. Н. А. Лавров, автор фресок, и М. Н. Васильев.
Видный духовный писатель А. Н. Муравьёв пожертвовал храму в 1861 году серебряный ковчежец с частицами святых мощей, который он получил от александрийского патриарха Иерофея, а в следующем году А. С. Норов — мраморную колонну высотой 60 см с образом Рождества Богородицы, привезенную им из иерусалимского дома свв. Иоакима и Анны. Из золочёного серебра была сделана дарохранительница.
Храм был закрыт в 1920-х годах; сохранился, но сильно переделан. Вновь он был открыт в 1993 году (первая служба состоялась в праздник Введения).
В 1994—1995 гг. художником С. Н. Спицыным была создана алтарная фреска храма. Создавая проект росписи алтарной апсиды, художник взял за образец византийскую иконографию собора Монреале, где этот образ решён в технике мозаики.

## Другие храмы и усыпальницы
В церкви преподобного Сергия Радонежского в приделе мученицы Зинаиды (освящен в 1861 г.) покоилась княгиня Зинаида Ивановна Юсупова. Нижние приделы занимали богатые семейные гробницы Клейнмихелей, Карцевых, Шишмарёвых, Игнатьевых и других богатых фамилий.
В 1862 году над монастырскими воротами была возведена церковь во имя св. Саввы Стратилата. Церковь строилась про проекту А. М. Горностаева, на средства М. В. Шишмарёва, в память крупнейшего российского предпринимателя, мецената С. Я. Яковлева.
В восточной части монастыря находилась часовня с иконой Рудненской Божией матери. На Большой Петергофской дороге стояли ещё две часовни. Настоятельские кельи монастыря были выстроены в 1760 году, в них располагалась также картинная галерея.
Каменная братская трапезная была построена по проекту настоятеля Игнатия Брянчанинова, а двухэтажные корпуса братских келий со святыми воротами — по проекту А. М. Горностаева в 1862 году. При монастыре находились, кроме общих братских келий, обширная библиотека, двухклассная церковно-приходская школа с общежитием, инвалидный дом и монастырская больница.
Закрытие храмов монастыря началось в 1919 году, но Троицкий собор действовал до 1931 года. С его закрытием были арестованы или разогнаны последние монахи пустыни. Известно, что двое из них, последний настоятель пустыни архимандрит Игнатий (Егоров) и иеромонах Филимон (Алексеев), служили на приходах Ленинградской епархии до Большого террора 1937—1938 годов, когда были арестованы и расстреляны.
В 1968 году была снесена Воскресенская церковь. В 1960 (ноябрь 1963 года — уточнено свидетелем события) и в 1964 гг. был взорваны Троицкий собор и Покровская (Кочубеевская) церкви. Распоряжение о сносе храмов было подписано главным архитектором Ленинграда В. А. Каменским и членом-корреспондентом Академии архитектуры СССP И. И. Фоминым.

## Сохранившиеся храмы монастыря
- Церковь преподобного Сергия Радонежского (1854—1856, арх. А. М. Горностаев) —  Объект культурного наследия № 7810427021№ 7810427021
  - Придел Христа Спасителя
  - Придел Спаса Происхождения Честных Древ.
  - Придел мученицы Зинаиды
- Церковь Святителя Григория Богослова (1855—1857, арх. А. И. Штакеншнейдер) — реставрируется  Объект культурного наследия № 7810427019№ 7810427019
- Церковь Саввы Стратилата (1859—1864, арх. А. М. Горностаев) — надвратная церковь  Объект культурного наследия № 7810427008№ 7810427008

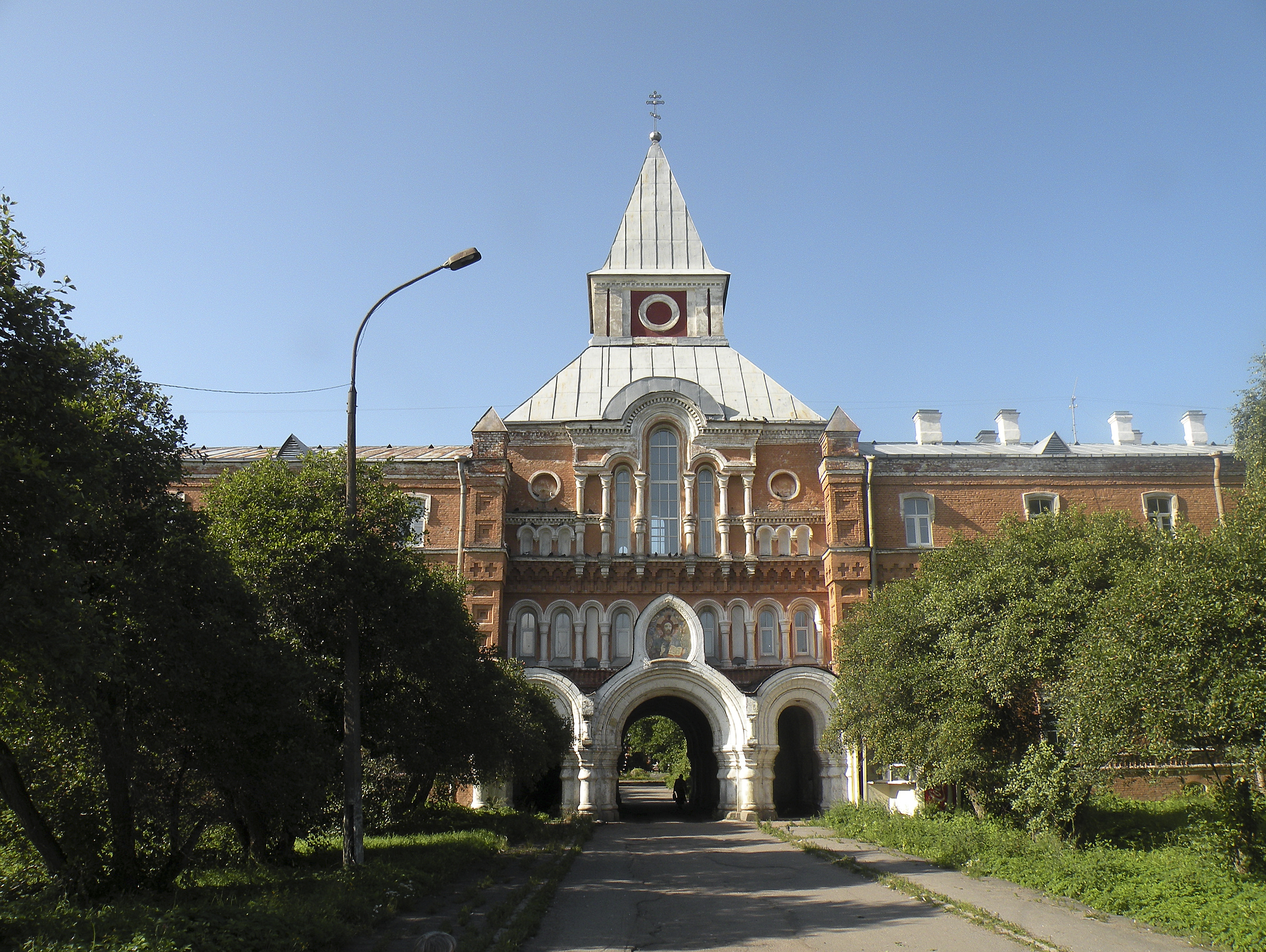
Церковь Саввы Стратилата
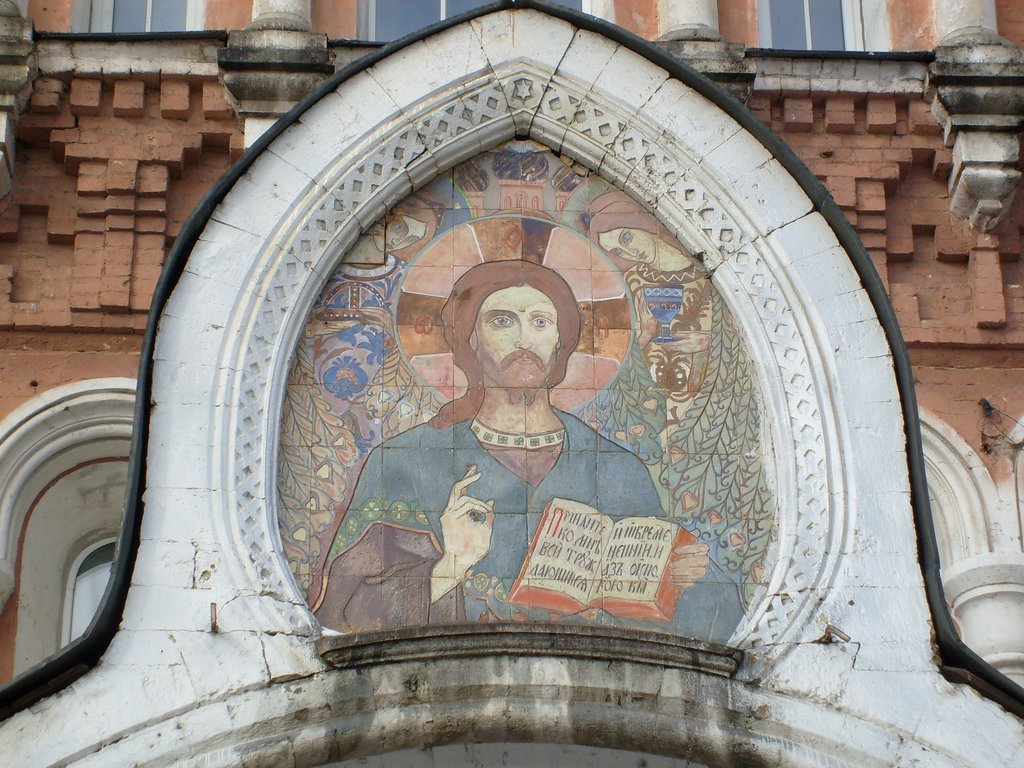
Икона над Святыми вратами
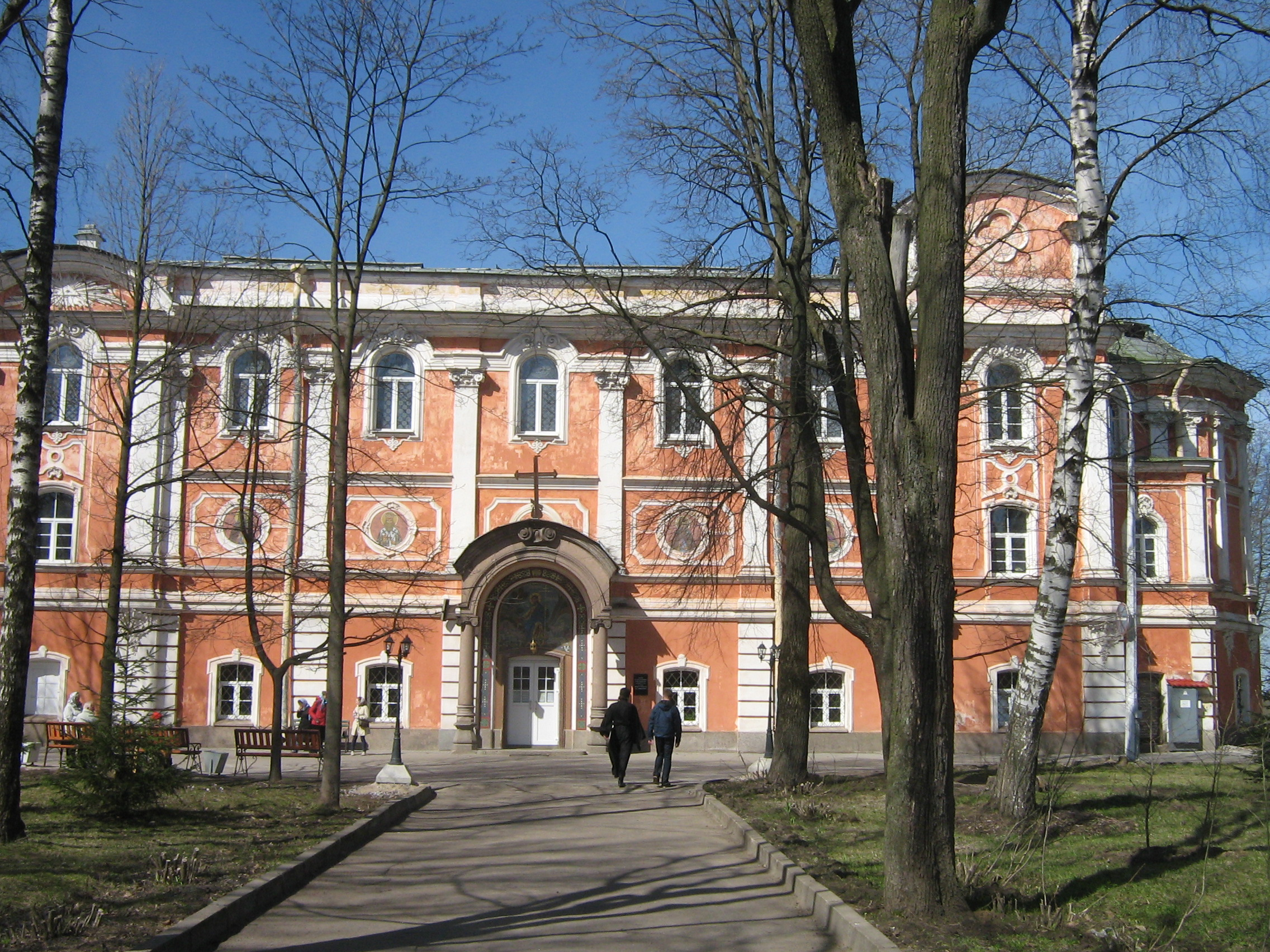
Церковь преподобного Сергия Радонежского
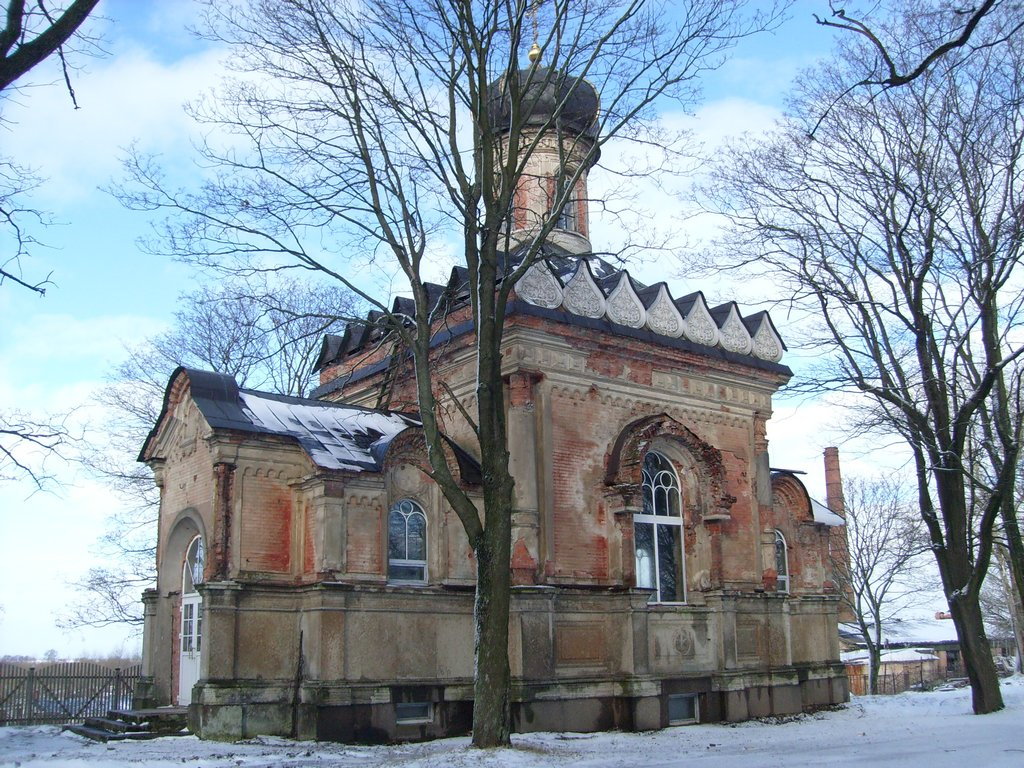
Церковь Святителя Григория Богослова

## Разрушенные храмы монастыря
- Троицкий собор (Собор Пресвятой Троицы) (1756—1760, арх. П. А. Трезини) — закрыт в 1931 году, взорван в 1960 году (в ноябре 1963 года во время нахождения на территории монастыря детской воспитательной колонии — уточнено свидетелем данного события).
- Воскресенский собор (Собор Воскресения Христова) (1877—1884, арх. А. А. Парланд) — закрыт в 1920-е годы, разобран в 1968 году.[23]
- Церковь Покрова Пресвятой Богородицы (1844—1863, арх. Р. И. Кузьмин, Г. Э. Боссе) — взорвана в 1964 году.
- Церковь Валериана Мученика (1805—1809, арх. Л. И. Руска) — в инвалидном доме, закрыта в 1919 году, восстанавливается.
- Часовня Иконы Божией Матери Рудненская (1876, арх. Д. И. Гримм) — погибла в годы Великой Отечественной войны.
- Часовня Иконы Божией Матери Тихвинская (1863—1864, арх. А. М. Горностаев) — погибла в годы Великой Отечественной войны.

Фото начала XX века
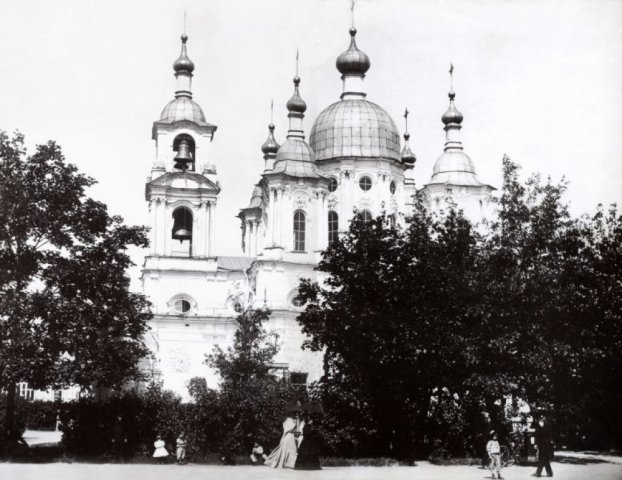
Троицкий собор
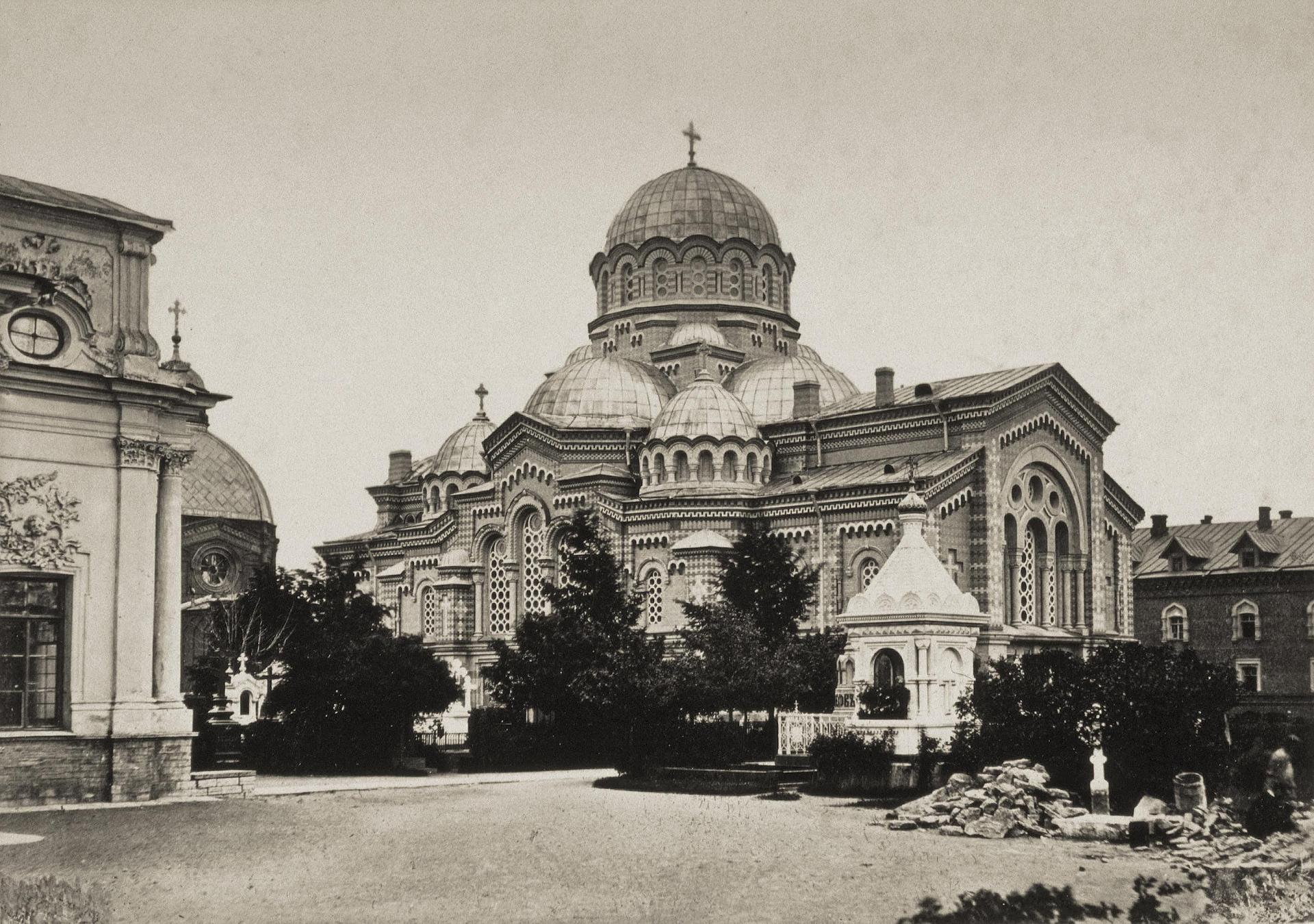
Воскресенский собор
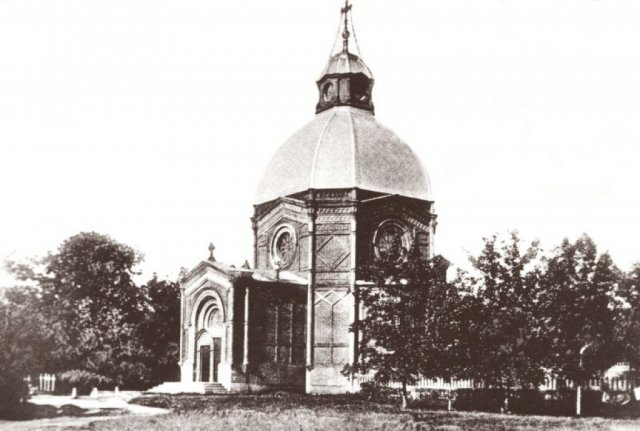
Церковь Покрова Пресвятой Богородицы
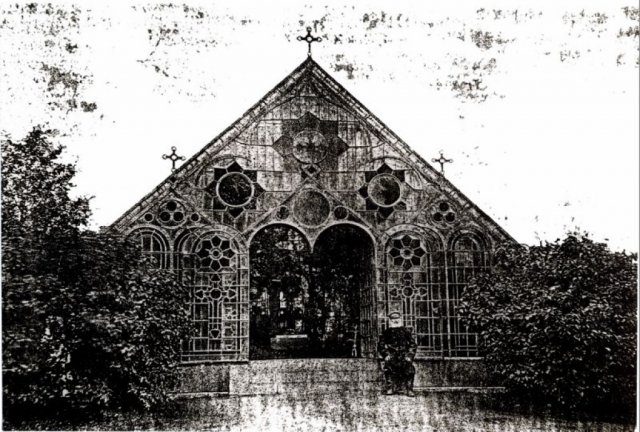
Усыпальница принцев Ольденбургских

## Настоятели
- Варлаам (Высоцкий) (1734 — 25 июля 1737)
- Арсений (Воронов) (1737—1738)
- Амвросий (Дубневич) (1739 — 8 сентября 1742)
- Кирилл (Флоринский) (1742 — 9 января 1744)
- Арсений (Могилянский) (29 января 1744 — 30 мая 1752)
- Афанасий (Вольховский) (1752—1758)
- Гедеон (Криновский) (17 апреля 1758 — 1761)
- Лаврентий (Хоцятовский) (1761—1764)
- Варлаам (Синьковский) (1765—1766)
- Димитрий (Грозинский) (1767—1770)
- Иосиф (Чернявский) (1770—1774)
- Вениамин (Краснопевков-Румовский) (16 января — июль 1774)
- Палладий (1774—1778)
- Иоасаф (Заболотский) (1778—1782)
- Макарий (Сусальников) (1782—1787)
- Иннокентий (Полянский) (1787—1788)
- Анатолий (1788—1792)
- Арсений (Тодорский) (22 мая — 16 декабря 1792)
- Досифей (Ильин) (1793—1795)
- Анастасий (Братановский) (1795—1796)
- Феофилакт (Русанов) (29 мая 1796 — 1798)
- Амвросий (Протасов) (29 ноября 1798 — 1799)
- Флавиан (Ласкин) (1799)
- Амвросий (Протасов) (1799—1800)
- Вениамин (Жуков) (1800—1802)
- Евгений (Болховитинов) (1802—1804)
- Августин (Сахаров) (1804—1806)
- Израиль (Звягинцев) (1806—1808)
- Порфирий (Кириллов) (1808—1809)
- Анатолий (Максимович) (1809—1812)
- Мефодий (Пишнячевский) (27 марта 1812 — 1813)
- Иннокентий (Смирнов) (1813—1816)
- Дамаскин (Россов) (1816—1819)

епископы Ревельские
- Владимир (Ужинский) (1819—1822)
- Григорий (Постников) (1822—1826)
- Никанор (Клементьевский) (1826—1831)
- Смарагд (Крыжановский) (1831—1833)
- Венедикт (Григорович) (1833)

архимандриты
- Игнатий (Брянчанинов) (1834—1857)
- Игнатий (Малышев) (1857—1897)
- Варлаам (Никифоров) (1897—1901)
- Михаил (Горелышев) (1901—1915)
- Сергий (Дружинин) (1915—1919)
- Иоасаф (Меркулов) (1919—1930)
- Игнатий (Егоров) (1930—1931)

## Как добраться
- От ж.д. ст. Сергиево пешком или автобусами 229, 359.
- От  ст. метро «Автово» — трамвай 36, автобусы 200, 210, 229.
- От  ст. метро «Автово», «Ленинский проспект» или «Проспект Ветеранов» — маршрутные такси, идущие в Петергоф и Ломоносов.